# 1992 v dopravě
Tento článek obsahuje seznam událostí souvisejících s dopravou, které proběhly roku 1992.

## Leden
- 1. ledna

 Byla založena státní železniční společnost Eesti Raudtee.

## Duben
- 6. dubna

 V Manchesteru byl zahájen provoz na první části tramvajové sítě Metrolink.

## Květen
- 1. května

 Byl obnoven provoz Čiernohronské železnice.

## Červenec
- 28. července

 Technicko-bezpečnostní zkoušku vykonala lokomotiva 749.031 (ex 751.039) ČSD – první lokomotiva řady 749. Tato řada vznikla z řady 751 přestavbou parního na elektrické vytápění souprav.
- 30. července

 Otevřen úsek dálnice D1 mezi Tučapy a Vyškovem o celkové délce 9 km. Na více než 10 let se jednalo o poslední nově postavený úsek této dálnice.

## Září
- 1. září

 Bylo ukončeno vypravování tramvají z vozovny Střešovice na pravidelné linky v Praze.

## Prosinec
- 31. prosince

 V Moskevském metru byl otevřen 2,6 km dlouhý úsek deváté linky mezi stanicemi Otradnoje a Bibirjevo.
- 31. prosince

 V Samarském metru byla otevřena stanice Sovětskaja; pouze jediná z nového úseku metra vedeného směrem k centru města.

## Neurčené datum
Do provoz byla dána železniční stanice Opava-Komárov, která nahradila původní zastávku a hlásku.
  Města Čeljabinsk, Doněck a Omsk začínají budovat své podzemní dráhy. Vzhledem k finančním problémům jsou však v následujících letech velkolepé projekty zpomaleny či zmenšeny.
 V síti Záhřebských tramvají byla obnovena tramvajová trať na náměstí bana Josipa Jelačića.